# Gare de Pyatykhatky
La gare de Piatykhatky (en ukrainien : П'ятихатки (станція)) est une gare ferroviaire ukrainienne située sur le territoire de l'oblast de Dnipropetrovsk.

## Situation ferroviaire
Les trains de Electricity+ et ceux de Gare centrale de Kryvyï Rih, gare de Dnipro à ceux de gare de Znamianka.

## Histoire

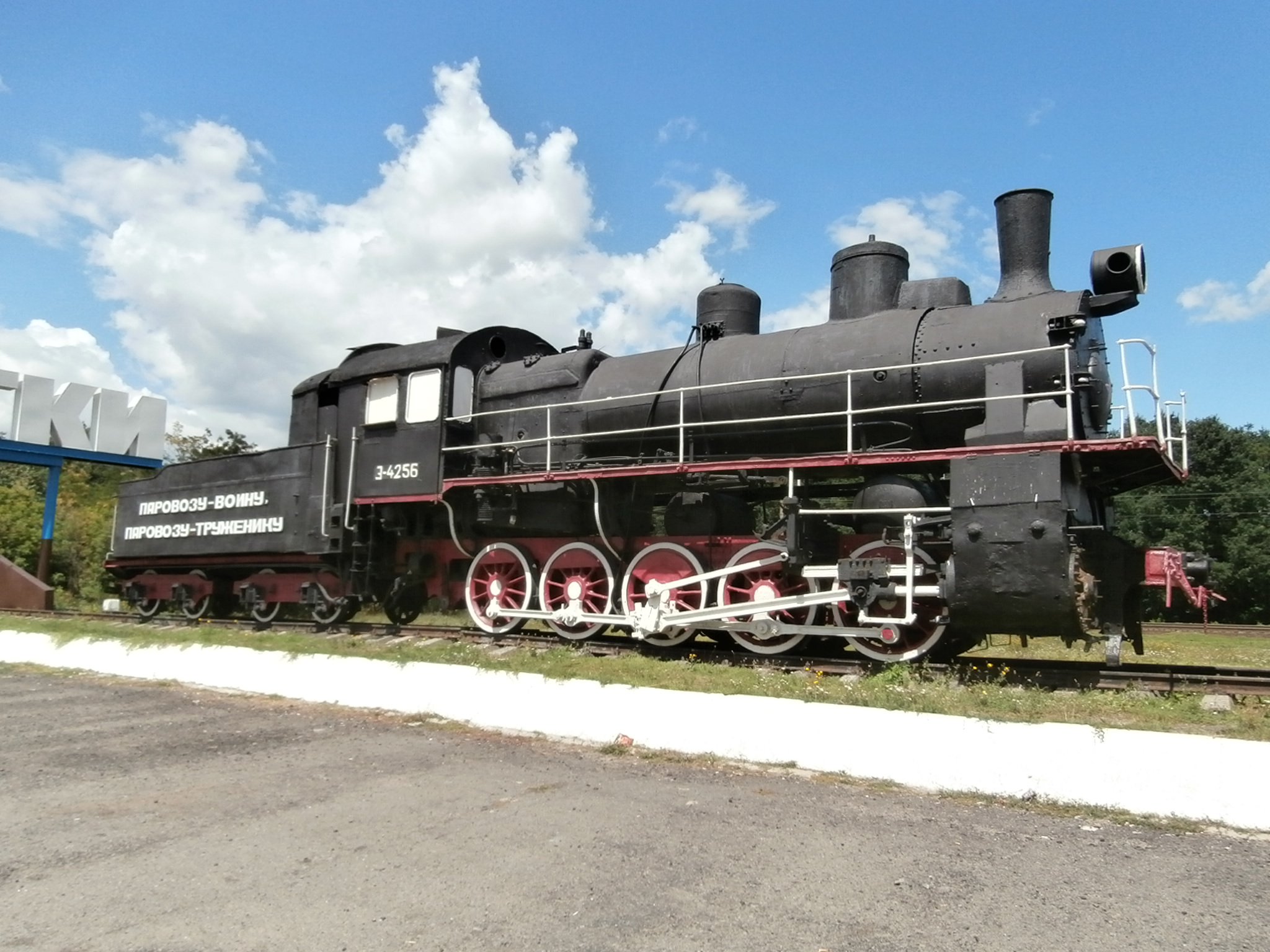
Une locomotive vapeur en la gare.

C'est en 1886 que  naît le village autour de la gare nouvelle, où sont construites cinq maisons ce qui donnent son nom à la localité (Piatykhatky signifie littéralement « cinq maisons »). La gare s'ouvre en même temps que la ligne kolatchevske — Piatykhatky — Lioubomirvka.

## Service des voyageurs

### Desserte
Les lignes : 

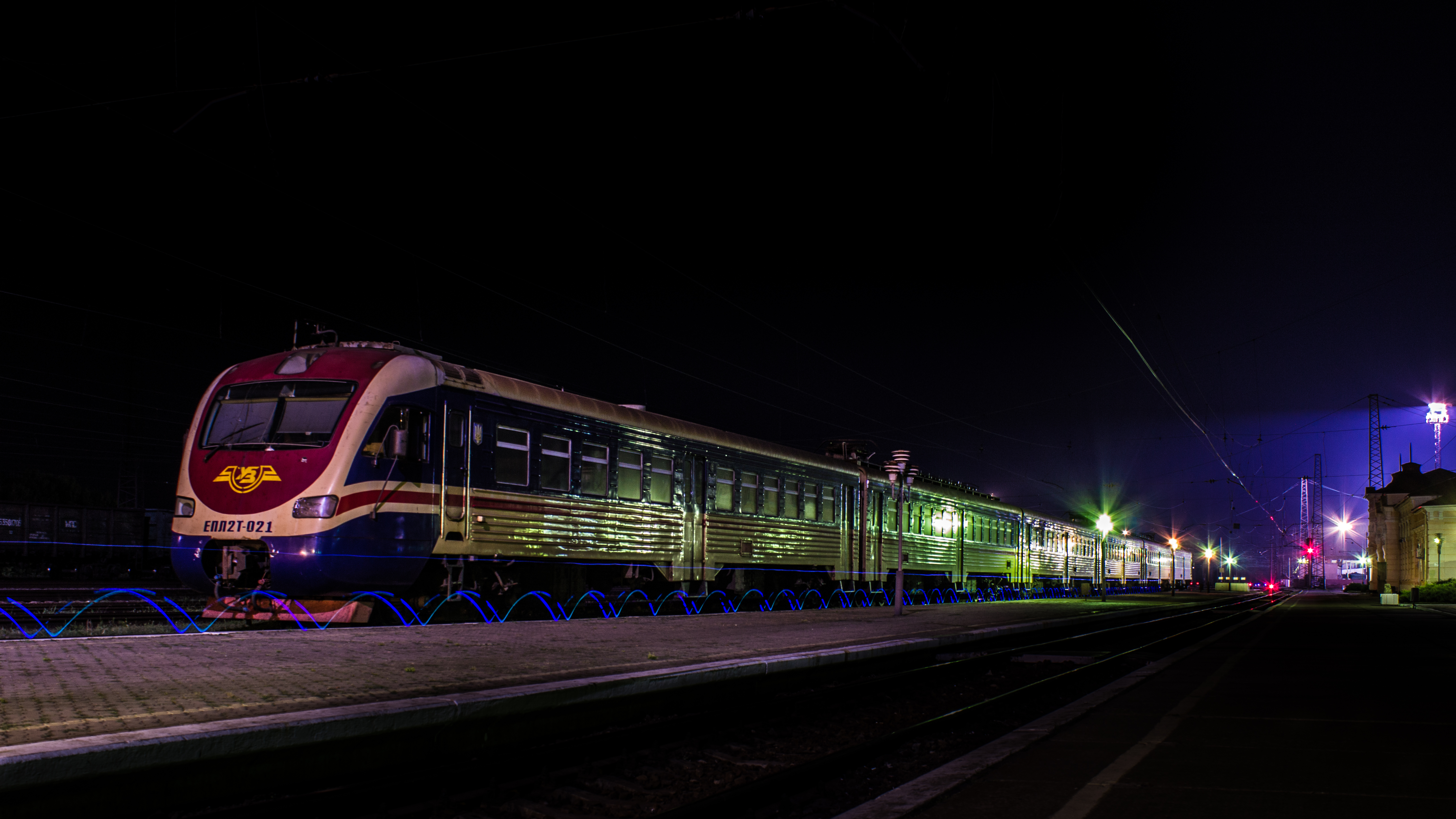
Train en gare de nuit.

- Gare de Verkhivtseve — Pyatikhatka,
- Gare de Savro — Pyatikhatka et
- Gare de Pyatikhatki-Stykov —  gare de Pyatikhatka.

### Intermodalité

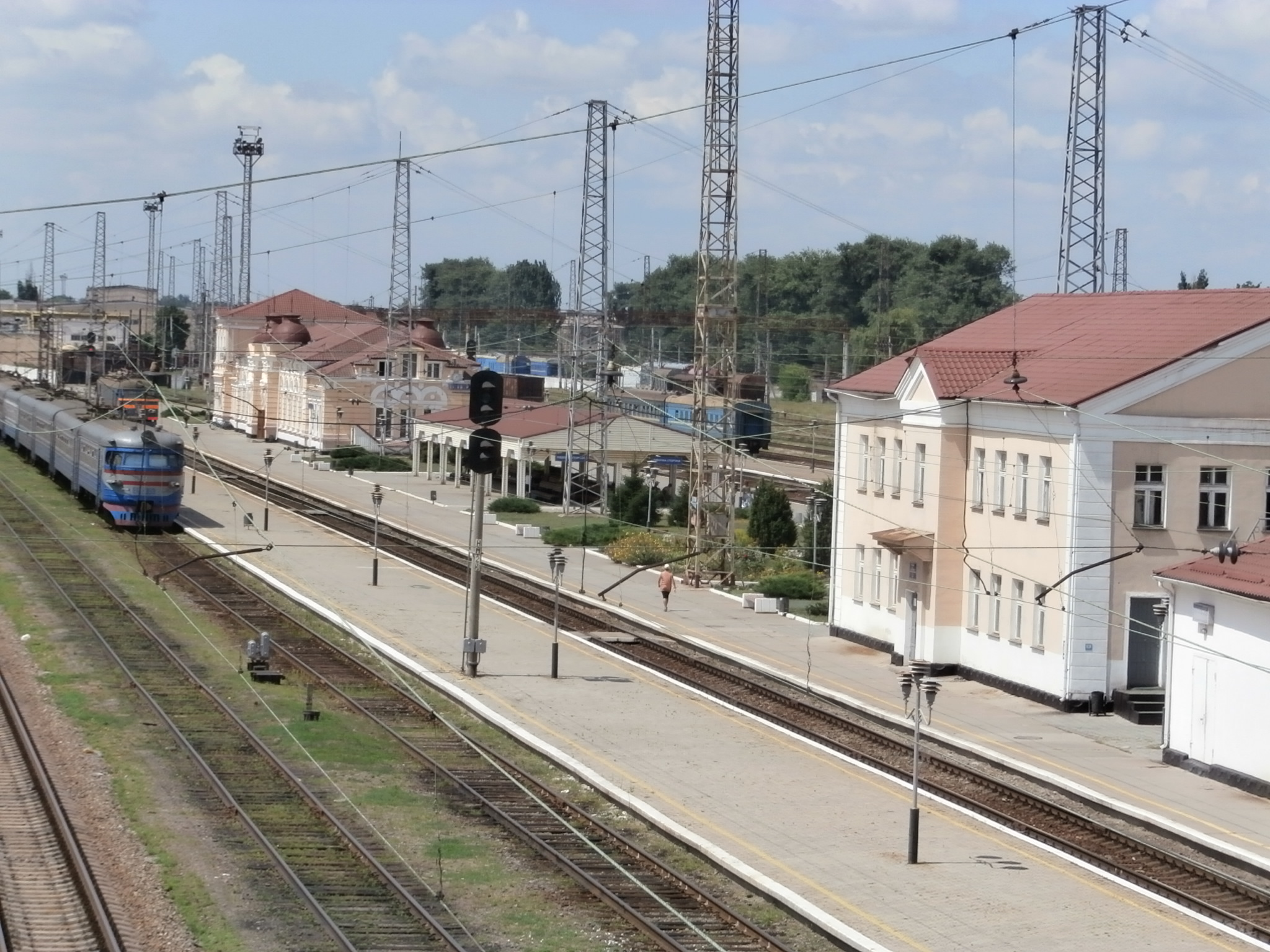
Les voies.